# کالامار (گواویاره)
کالامار (انگلیسی: Calamar, Guaviare) یک منطقه مسکونی در کشور کلمبیا است.